# Schloßberg
Pour les articles homonymes, voir Schlossberg.
Le Schloßberg (français : colline du château) est une colline abritant un jardin public et une ancienne forteresse au cœur de la vieille-ville historique de Graz, la capitale de la Styrie en Autriche,.

## Géographie
La colline se situe juste sur les bords de la Mur et domine de 123 mètres la Hauptplatz (Grand-Place). Avec la tour de l'Horloge (Uhrturm), symbole par excellence de Graz, on peut y trouver également la tour de la Cloche, les Casemates du Schloßberg, le puits des Turcs (profond de 98 mètres) ainsi qu'une multitude de petites œuvres d'art réparties sur toute la colline.

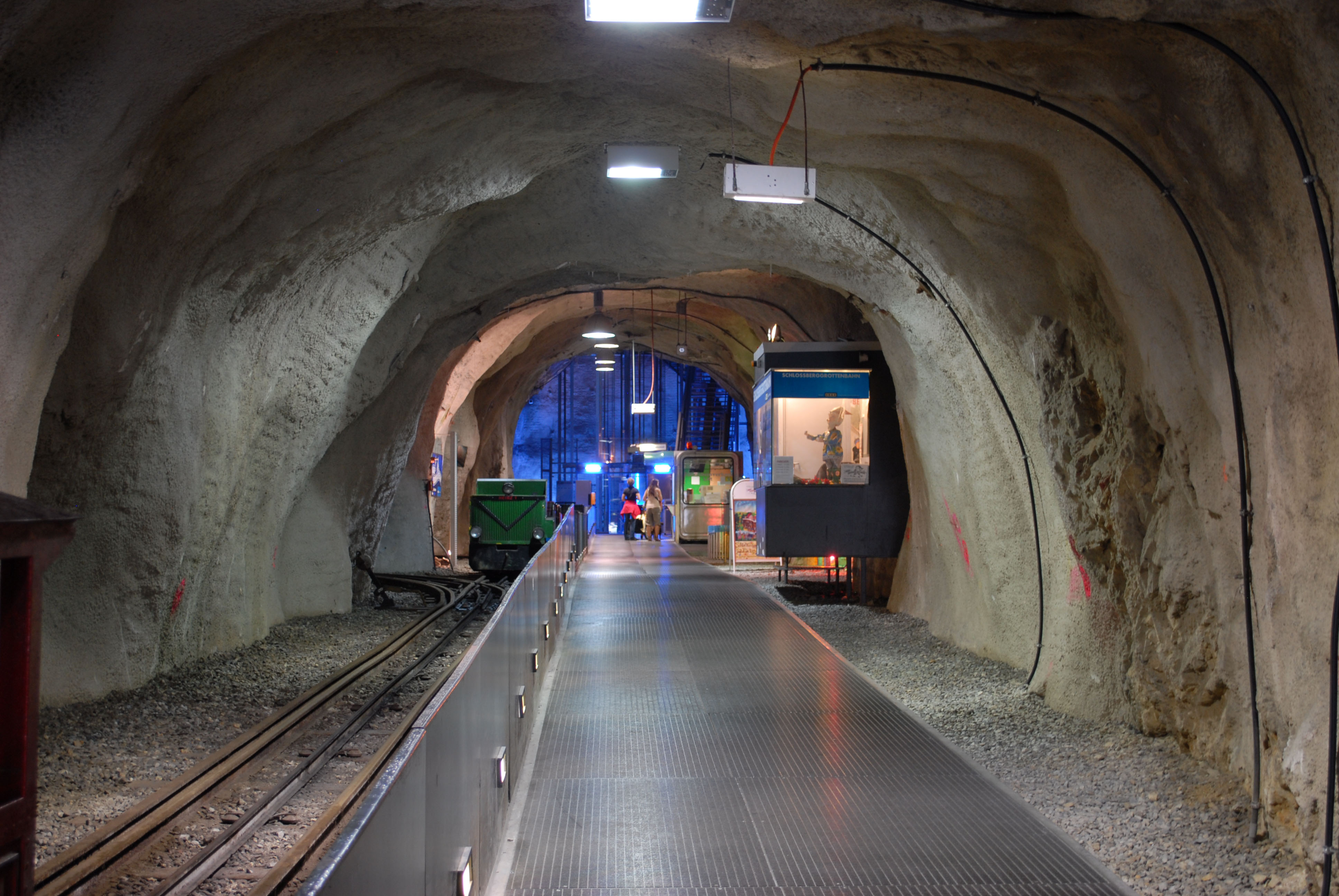
Le tunnel sous le Schloßberg.
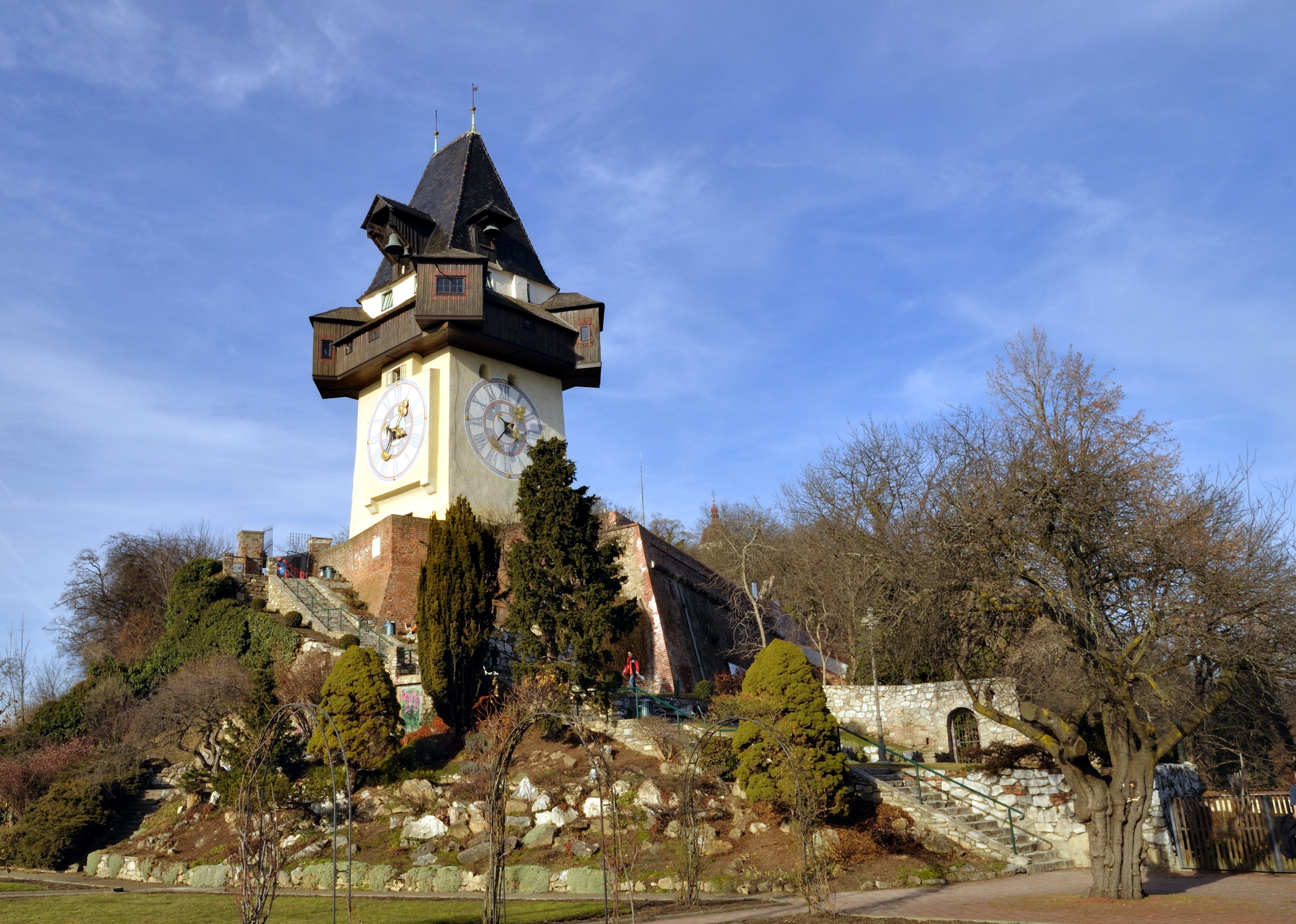
La tour de l'Horloge.
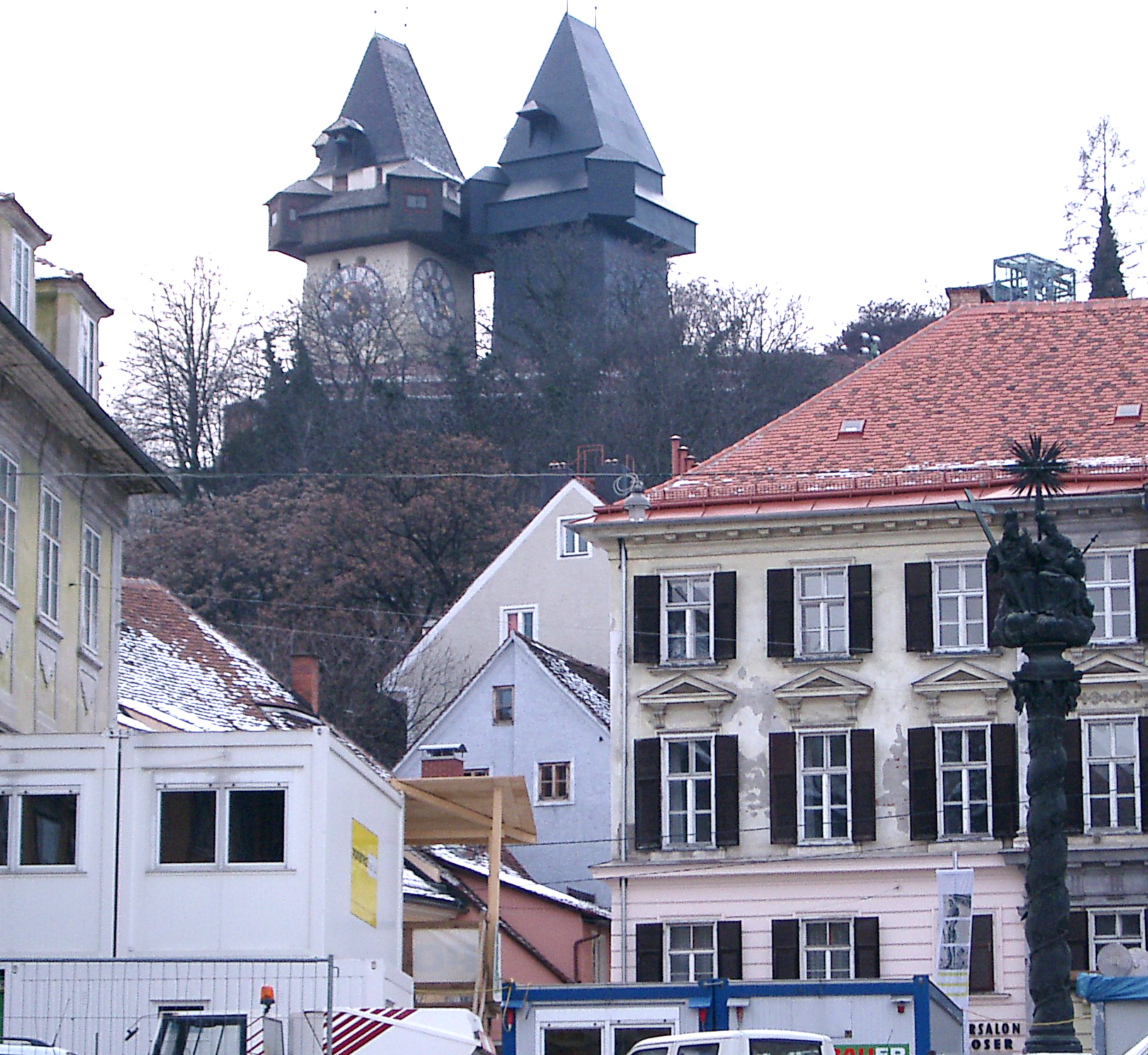
La tour de l'Horloge.
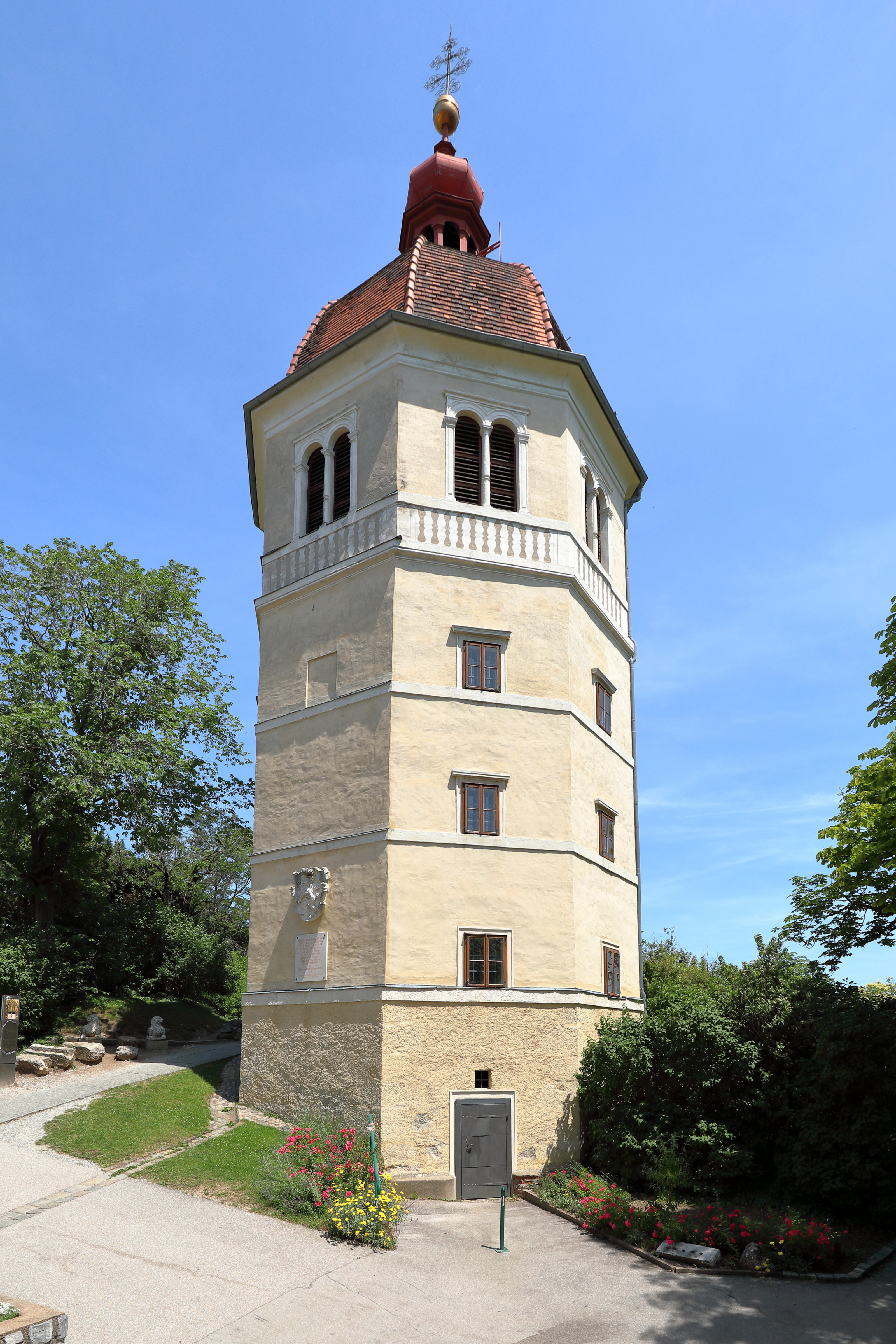
La tour de la Cloche.
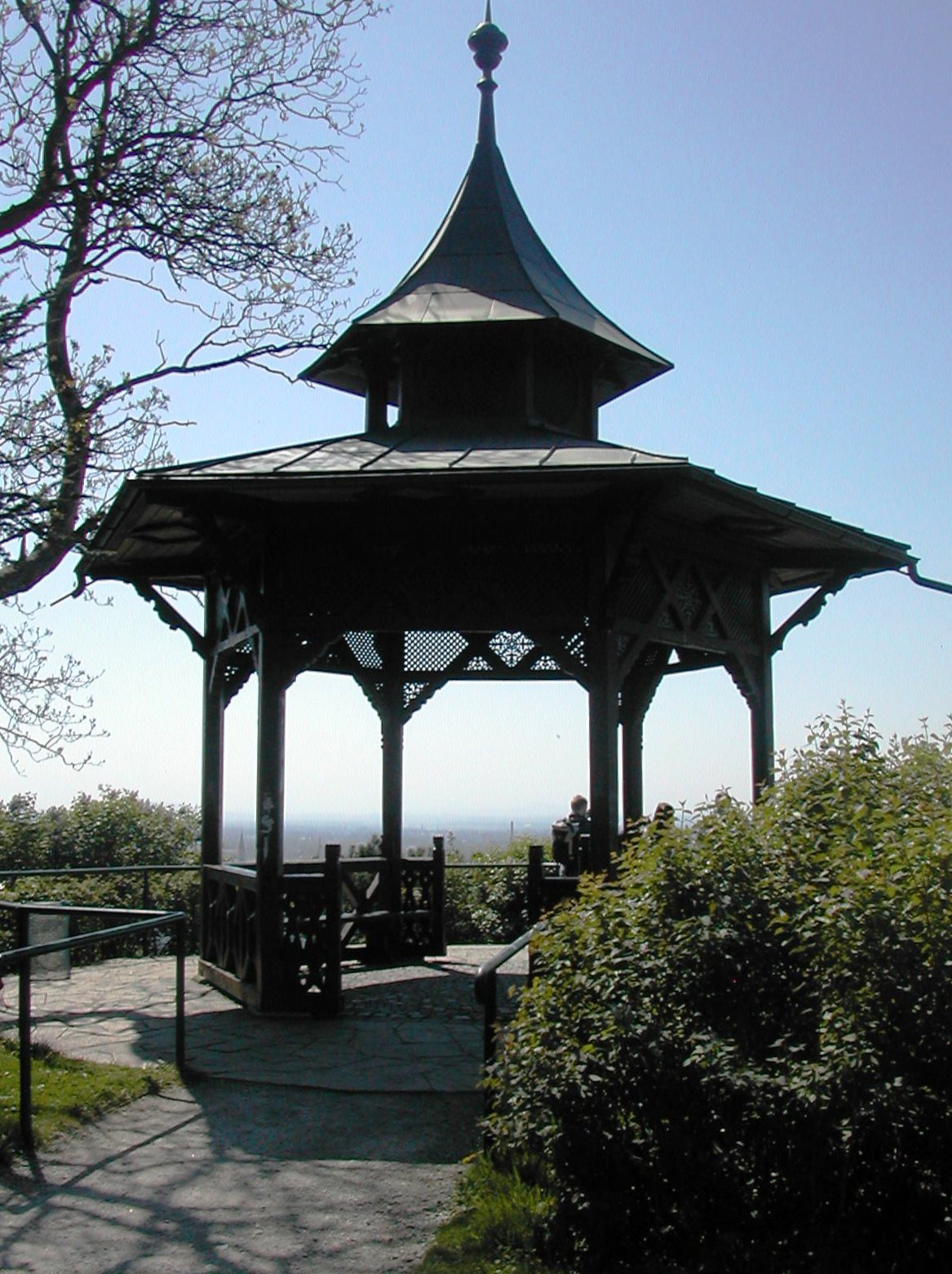
Le pavillon chinois.
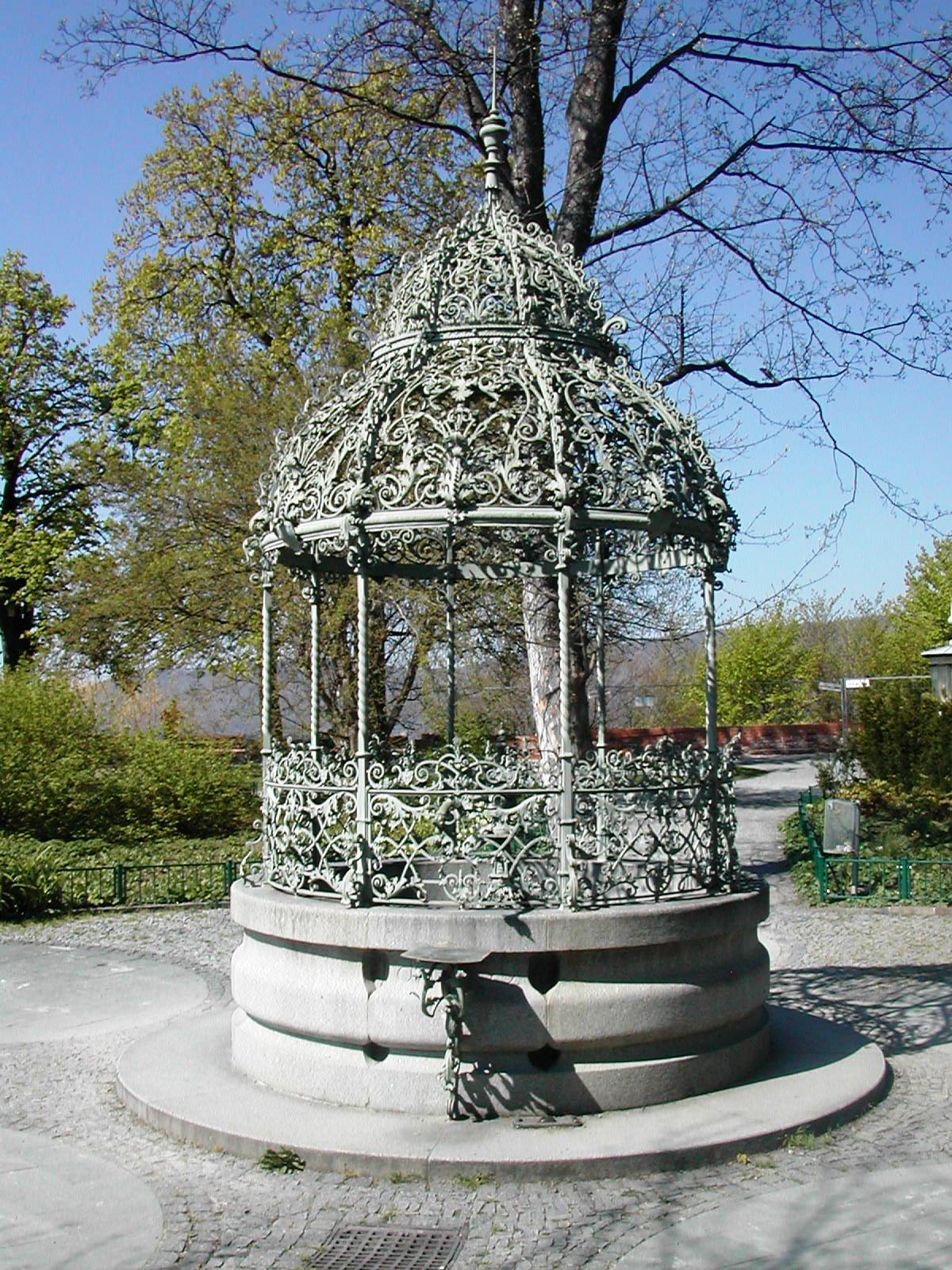
La citerne du Schloßberg.
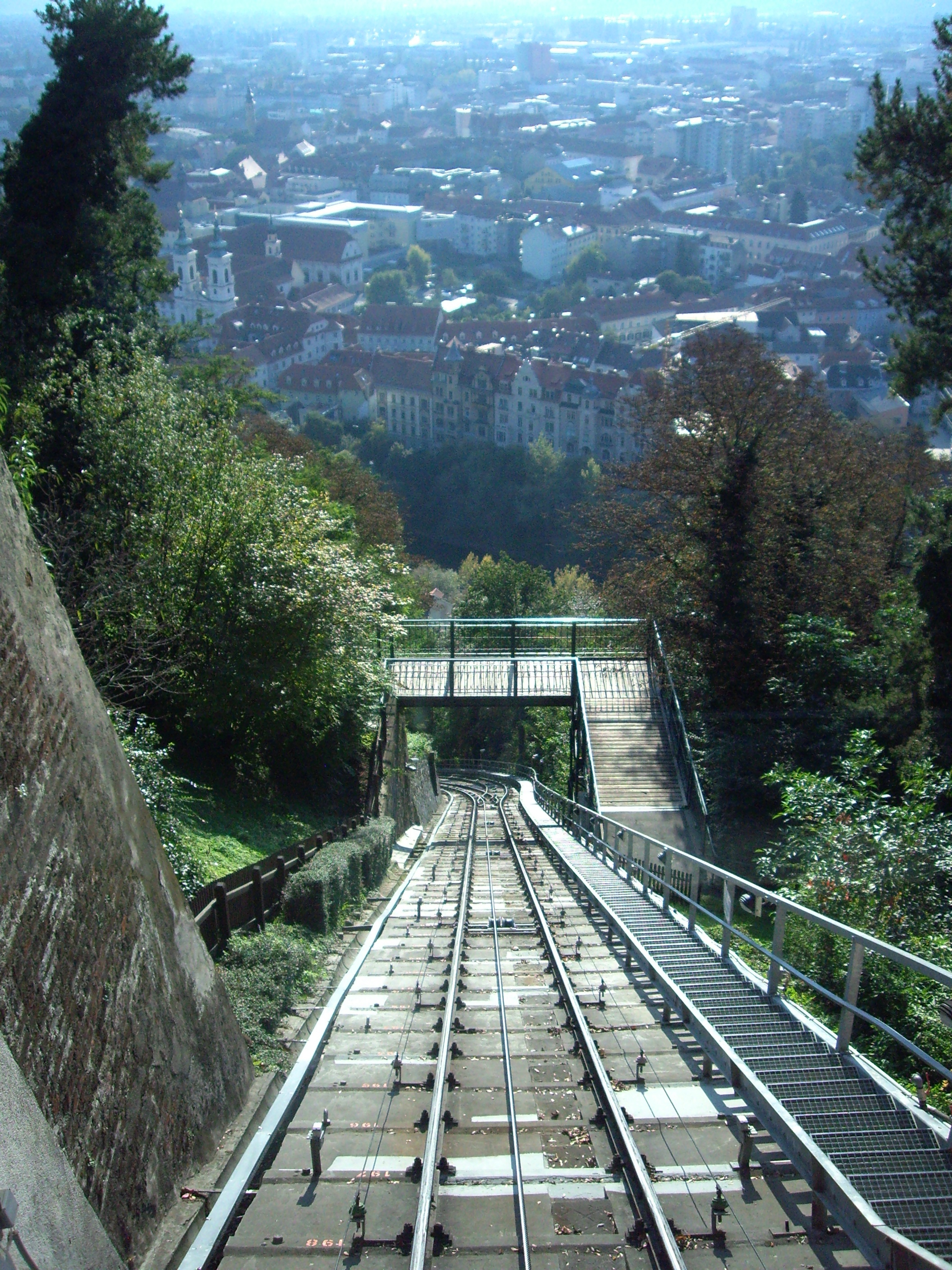
Le funiculaire.
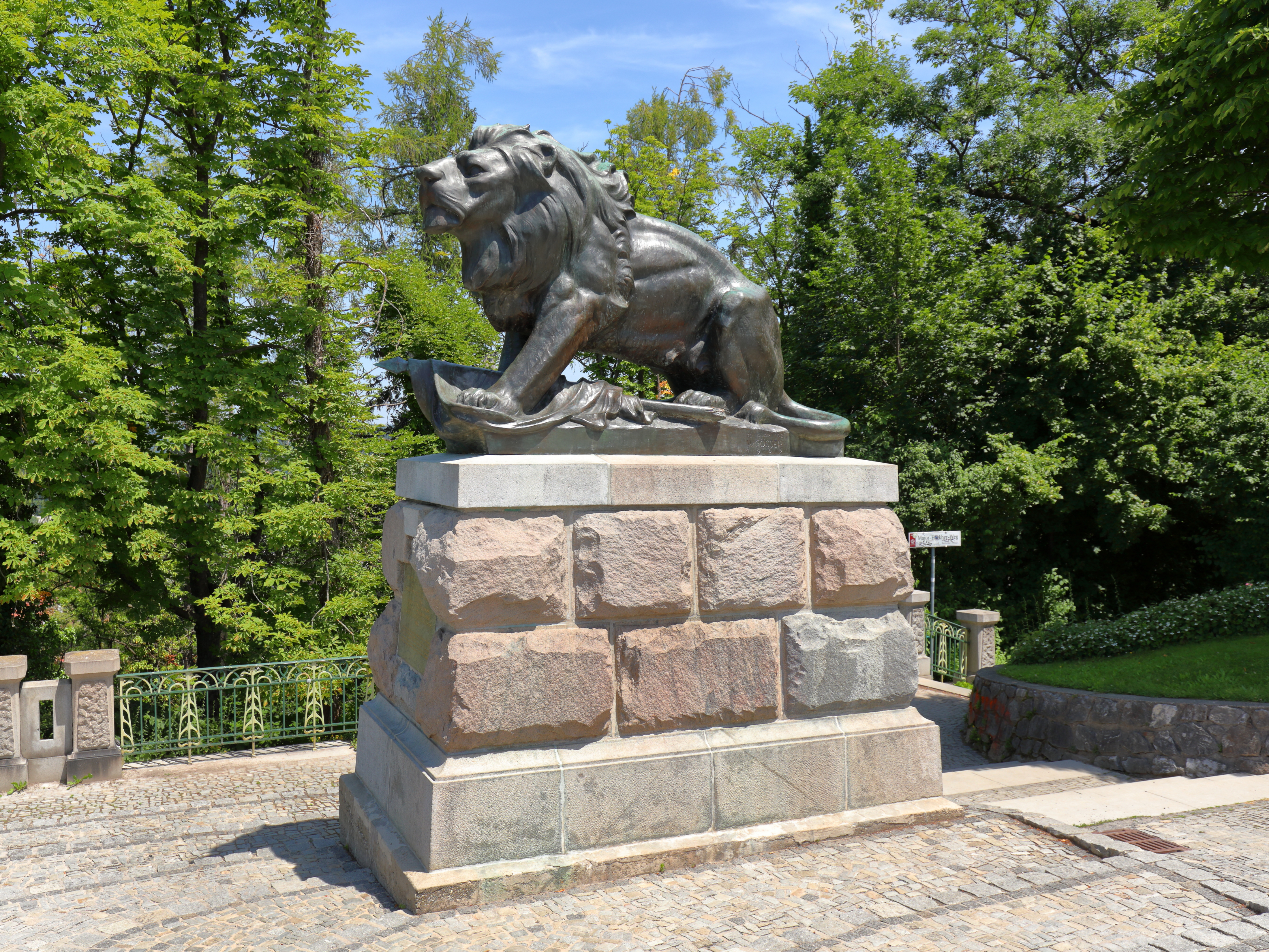
Le lion.
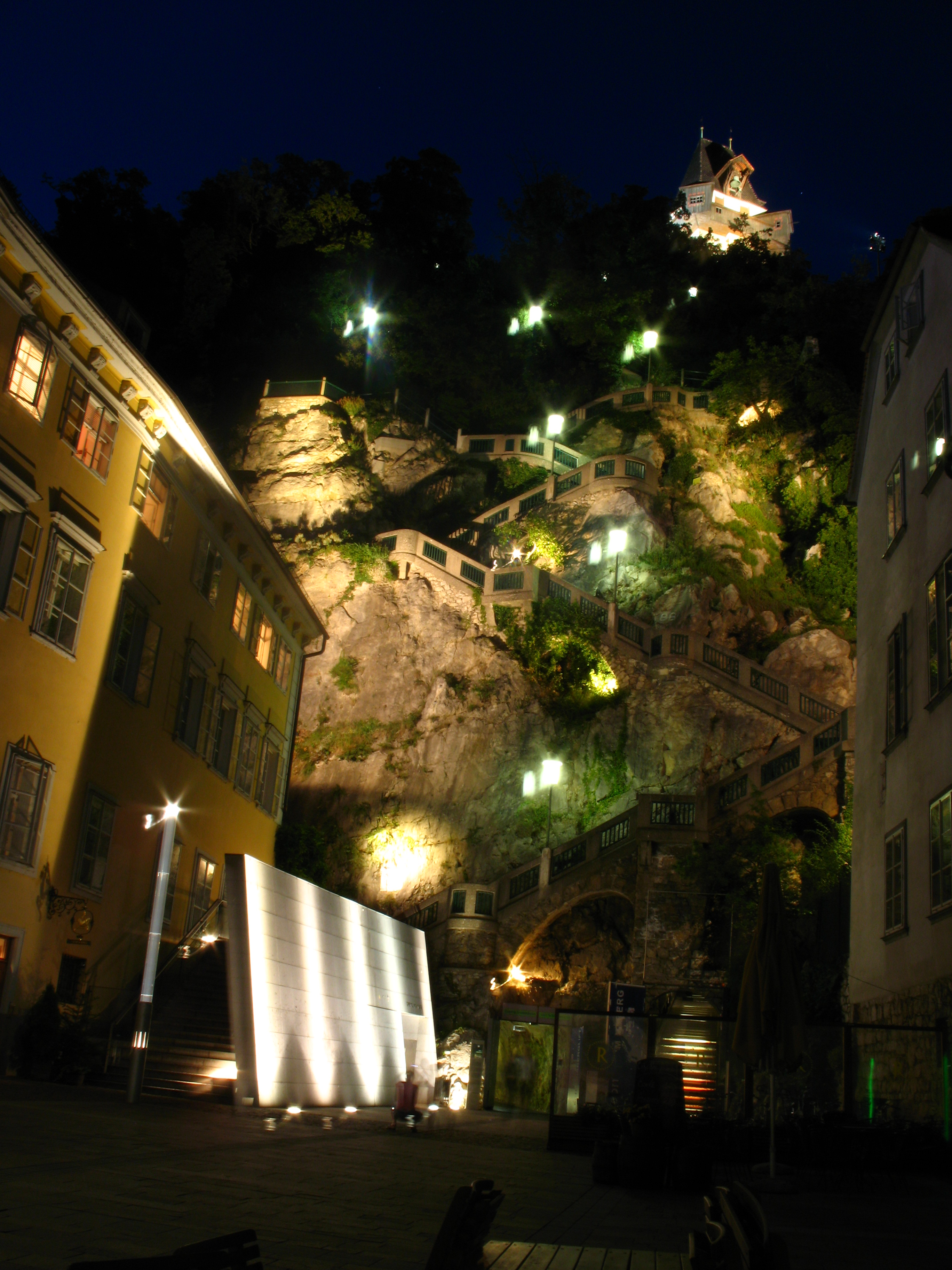
Place du Schloßberg.

## Histoire
La première occupation du site remonte au moins au Xe siècle. Au milieu du XVIe siècle, une forteresse de 400 m de long a été construite par des architectes du Nord de l’Italie. Le château n’a jamais été conquis, mais il a été en grande partie démoli par les forces napoléoniennes en vertu du traité de Schönbrunn de 1809. La tour de l’horloge (l’Uhrturm) et le clocher (la Glockenturm) ont été épargnés après que les habitants de Graz ont payé une rançon pour leur préservation.
Les vestiges du château ont été transformés en parc public par Ludwig von Welden en 1839. L’Uhrturm est une icône reconnaissable de la ville ; elle est inhabituelle en ce sens que les aiguilles de l’horloge ont des rôles opposés à la fonction courante, la plus grande marquant les heures tandis que la plus petite est pour les minutes. 